# Măreniceni, Putila
Măreniceni, întâlnit și sub formele Mariniceni și Marenița (în ucraineană Мариничі, transliterat: Marînîci și în germană Marenicze) este un sat reședință de comună în raionul Putila din regiunea Cernăuți (Ucraina). Are 543 locuitori, preponderent ucraineni (huțuli).
Satul este situat la o altitudine de 552 metri, pe malul râului Ceremuș,  în partea de nord a raionului Putila. De această comună depind administrativ satele Biscău și Petrășeni.

## Istorie
Localitatea Măreniceni a făcut parte încă de la înființare din regiunea istorică Bucovina a Principatului Moldovei. După anexarea Bucovinei de către Imperiul Habsburgic în anul 1775, localitatea Măreniceni a făcut parte din Ducatul Bucovinei, guvernat de către austrieci, făcând parte din districtul Vijnița (în germană Wiznitz). 
În perioada 1843-1848, țăranii din Măreniceni au sprijinit activ răscoala iobagilor condusă de Luchian Cobiliță. 
După Unirea Bucovinei cu România la 28 noiembrie 1918, satul Măreniceni a făcut parte din componența României, în Plasa Răstoacelor a județului Storojineț. Pe atunci, majoritatea populației era formată din ucraineni. 
Ca urmare a Pactului Ribbentrop-Molotov (1939), Bucovina de Nord a fost anexată de către URSS la 28 iunie 1940, reintrând în componența României în perioada 1941-1944. Apoi, Bucovina de Nord a fost reocupată de către URSS în anul 1944 și integrată în componența RSS Ucrainene. 
Începând din anul 1991, satul Măreniceni face parte din raionul Putila al regiunii Cernăuți din cadrul Ucrainei independente. Conform recensământului din 1989, din 483 locuitori, 482 s-au declarat ucraineni și unul singur rus . În prezent, satul are 543 locuitori, preponderent ucraineni.

## Demografie
Componența lingvistică a localității Măreniceni
     Ucraineană (99,63%)
     Alte limbi (0,37%)
Conform recensământului din 2001, majoritatea populației localității Măreniceni era vorbitoare de ucraineană (99,63%), existând în minoritate și vorbitori de alte limbi.
1989: 483 (recensământ) 
2007: 543 (estimare)

### Recensământul din 1930
Componența etnică a comunei Măreniceni (județul Storojineț)
     Români (1,16%)
     Evrei (2,64%)
     Ruteni (95,86%)
     Altă etnie (0,34%)
Componența confesională a comunei Măreniceni
     Ortodocși (96,29%)
     Mozaici (2,62%)
     Altă religie (1,09%)
Conform recensământului efectuat în 1930, populația comunei Măreniceni se ridica la 944 locuitori. Majoritatea locuitorilor erau ruteni (95,86%), cu o minoritate evrei (2,64) și una de români (1,16%). Alte persoane s-au declarat: maghiari (1 persoană) și polonezi (2 persoane). Din punct de vedere confesional, majoritatea locuitorilor erau ortodocși (96,29%), dar existau și mozaici (2,62%). Alte persoane au declarat: romano-catolici (2 persoane) și greco-catolici (8 persoane).